# District de Manjacaze
Le district de Manjacaze est une subdivision administrative de la province de Gaza au nord du Mozambique. En 2007, sa population est de 166 488 habitants.

## Source de la traduction
- (en) Cet article est partiellement ou en totalité issu de l’article de Wikipédia en anglais intitulé « Manjacaze District » (voir la liste des auteurs).